# Stenopleustes kariana
Stenopleustes kariana är en kräftdjursart. Stenopleustes kariana ingår i släktet Stenopleustes och familjen Pleustidae. Inga underarter finns listade i Catalogue of Life.